# Barbara Mullen (mannequin)
Pour les articles homonymes, voir Mullen.
Ne pas confondre avec l'actrice Barbara Mullen née en 1914.
Barbara Mullen est un mannequin américain des années 1950 née en 1927.

## Biographie
Elle débute à dix-sept ou dix-huit ans comme mannequin cabine pour le magasin Bergdorf Goodman. Fin 1947, un éditeur de Vogue vient la chercher pour une séance photo car la robe de Bergdorf est taillée sur elle et aucun autre mannequin ne peut l'enfiler,. Elle est publiée la première fois en septembre 1947 dans le magazine, photographiée par Richard Rutledge (en), et fait la couverture un an après. Le magazine lui demande plusieurs autres séances photos, puis suggère qu'elle rencontre Jerry et Eileen Ford. Elle travaille alors énormément, du matin au soir. Ses revenus permettent d'ailleurs de régler les soins pour son mari, malade d'un cancer qui finira par mourir. En octobre 1956, elle quitte Ford pour Plaza Five, agence qui vient d'être créée trois ans plus tôt. Cette même année, c'est la dernière fois qu'elle sera publiée dans Vogue. 
Elle pose durant sa carrière, entre autres pour Horst P. Horst, Norman Parkinson, Lillian Bassman avec qui elle travaille beaucoup et qui va la surnommer « The Replacement Girl »,, Richard Avedon, Norman Parkinson, Frances McLaughlin, William Klein, Lionel Kazan, Milton Greene, Henry Clarke, Jeanloup Sieff ou Georges Dambier ; au moins 90 photographes. Avec Dovima, elle fait partie des mannequins les mieux payés de l'époque. Jessica Daves (en), rédactrice en chef de Vogue dans les années 1950 précise, alors que le style de mannequins recherchés était en train de changer : « Ses yeux étaient légèrement trop proéminents ; les proportions de son visage n'étaient pas celles de la beauté classique. Mais les proportions de son corps étaient faites pour des vêtements modernes. Sa petite tête, son long cou et son torse délicatement allongé étaient l'essence » de l'époque : des « filles ordinaires dans des vêtements magnifiques ». Mais Barbara Mullen, comme d'autres, va être éclipsée par une nouvelle génération de mannequin à l'aube des années 1960 comme Jean Shrimpton mais apparait de nouveau ponctuellement au milieu de cette décennie. 
Bien après, à 57 ans, elle quitte New York avec son second mari, pour la Suisse. Elle ouvre une boutique de vêtements de luxe à Klosters.